# Dryocopus pileatus
Pica-pau-grande-americano, pica-pau-grande, pica-pau-orelhudo ou pica-pau-de-penacho-vermelho (Dryocopus pileatus sin.: Hylatomus pileatus) é uma espécie de Pica pau originária da América do Norte, bastante populosa nos Estados Unidos.

## Descrição
Adultos machos medem cerca de (40–49 cm e pesam cerca de 250-350 gramas) é preto em sua maior parte da pelagem, com a crista vermelha e inclinada para cima, possui pelagem branca em volta do pescoço, e na altura dos olhos. Adultos fêmeas, são ligeiramente menores de tamanho corporal e tamanho de crista, mas as características de cores são as mesmas.

## Distribuição e habitat
Seus habitats são florestas e áreas próximas com grandes árvores, são bastante encontrados no Canadá, norte dos Estados Unidos e algumas ilhas e costas do oceano pacífico. Geralmente as árvores escolhidas são madeiras mortas, e para que sua casa fique pronta, pode levar anos, pois criam cavidades grandes para proteção contra frio e predadores. O pássaro dificilmente muda de casa, podendo permanecer na mesma casa pela vida inteira. Geralmente são construídos em alturas de mais de 5 metros do chão.

## Dieta
Alimentam-se de insetos, larvas, abelhas, frutas e nozes. Sua dieta básica consiste em fazer buracos em madeiras mortas e podres, locais onde se localizam a maioria das larvas.